# Coliseum Alfonso Perez
Coliseum Alfonso Perez är en arena i Getafe utanför Madrid som främst nyttjas av fotbollslaget Getafe CF. Arenan har en kapacitet på 14 000 sittplatser.

## Namnet
Coliseum Alfonso Perez har fått sitt namn efter fotbollsspelaren Alfonso Pérez som föddes i Getafe. Han spelade t.ex. för Real Madrid och FC Barcelona. Han gjorde också trettioåtta landskamper för Spanien. 